# Платон В'ячеслав Миколайович
В'ячеслав Миколайович Платон (нар. 24 січня 1973 року, Каушани, Молдавська РСР) — молдовський політик, юрист і бізнесмен, колишній депутат парламенту Молдови 2009 по 2010.
Шостий у списку найбагатших громадян Молдови, у 2016 році його звинуватили в шахрайстві і економічних злочинах. Прозваний ЗМІ «рейдером номер 1 в СНД».
У 1994 році став віцепрезидентом ради директорів молдовського банку «Молдиндконбанк», а потім і віцепрезидентом ради банку «Інвестприватбанк». Має російське громадянство.

## Арешт
25 липня 2016 року молдовською владою В'ячеслав Платон був оголошений в міжнародний розшук за звинуваченням в отриманні нерентабельних кредитів від «Банку де Економий» у розмірі 800 мільйонів лей. Ввечері 25 липня Платон був затриманий СБУ і Генпрокуратурою України.
29 серпня 2016 року Платона екстрадували до Молдови і помістили в камеру в'язниці № 13, в якому також сидить і колишній прем'єр Молдови Володимир Філат. Серед адвокатів Платона — Ілля Новіков, російський юрист, колишній гравець телевізійного клубу «Що? Де? Коли?». У грудні 2016 року Апеляційний суд Києва вирішив, що Платона екстрадували з України незаконно, тому українська сторона просила повернути його до Києва.
20 квітня 2017 року Буюканським районним судом Кишинева був засуджений до 18 років ув'язнення за звинуваченням у виведенні з Росії через банки Молдови понад $20 млрд (див. Російський ландромат ) і розкраданні понад $20 млн з молдовського Banca de Economii.
У грудні 2018 року Платона засудили в сукупності до 25 років ув'язнення у двох справах - про шахрайство в Banca de Economii і розкрадання в страховій компанії Moldasig.
У червні 2021 року суд виправдав Платона у справі Banca de Economii. Але під загрозою нового кримінального переслідування, за звинуваченнями в активній корупції (дачі хабарів) і шахрайстві, влітку 2021 року він покинув Молдову.
У березні 2025 року правоохоронці Великої Британії затримали Платона, він очікував екстрадиції до Кишинева.

## Родина
Дружина — Євгенія Тульчевська, українка. У 20 років вона перемогла у конкурсі «Міс Україна 2009».